# Rue de la Folie
 (novembre 2022).
La rue de la Folie est une voie des communes françaises de Caen et de Saint-Contest.

## Situation et accès
La rue de la Folie est située dans la partie nord de Caen.
La voie débute au rond-point du Débarquement et se termine au croisement de la rue de Mâlon (hameau de Saint-Contest),.
Elle marque la limite entre les communes de Caen et Saint-Contest.
Cette rue comporte quinze dos-d’ânes,,, ce qui fait d’elle à cette époque la rue comportant le plus de dos-d’ânes en Normandie.

## Historique
Cette voie est l'axe principal de l'ancien village de la Folie. C'était un élément de la route reliant La Maladrerie à Épron (et au delà, Biéville). 
La voie est réaménagée à partir de juin 2021. Initialement prévus pour le mois de février 2022 puis prolongés jusqu’en octobre et décembre de la même année, ces travaux prennent fin au début du mois d’août 2022, permettant le rétablissement de la circulation véhicule sur la chaussée.

## Bâtiments remarquables et lieux de mémoire

### Littérature
Liste non-exhaustive des apparitions de la rue de la Folie dans la littérature :
- Janine Boissard, Belle arrière-grand-mère, Arthème Fayard, 2014 (ISBN 9782213676395), partie I.